# Metrostation Nehru Park
Die Metrostation Nehru Park (Tamil: நேரு பூங்கா) ist ein unterirdischer U-Bahnhof der Metro Chennai. Er wird von der Grünen Linie bedient.
Die Metrostation Nehru Park befindet sich unterhalb der Grünanlage Nehru Park an der Straße E. V. R. Periyar Salai (Poonamallee High Road) an der Grenze der Stadtteile Chetpet und Egmore. Sie besitzt einen Mittelbahnsteig mit Bahnsteigtüren. Die Metrostation Nehru Park wurde am 14. Mai 2017 als vorläufiger Endbahnhof der grünen Linie eröffnet.